# Haus Hardenberg (Herbern)

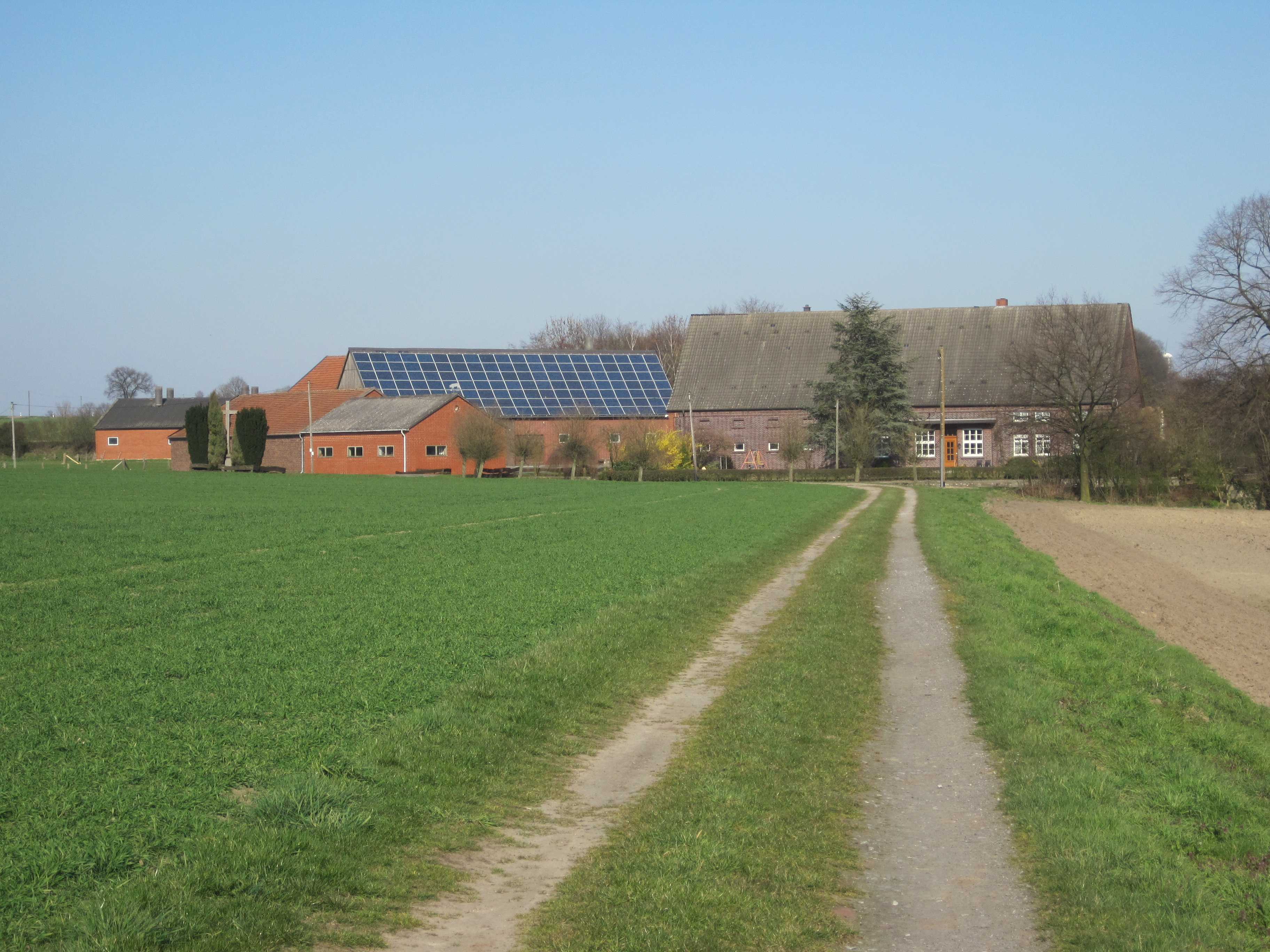
Haus Hardenberg, Südwest-Ansicht

Das heute als Bauernhof genutzte Haus Hardenberg in der zum Ascheberger Ortsteil Herbern (Kreis Coesfeld) gehörenden Bauerschaft Nordick im Münsterland war einst eine Wasserburg, von der heute nur noch die Gräfte erhalten ist. Die heutigen Gebäude der Anlage sind später errichtet worden.

## Lage
Der Feldweg, durch den das Haus Hardenberg erschlossen wird, trägt den Namen Gottesort. In früheren Jahrhunderten wurde das gesamte Umland des Hofes so genannt. Heute bezieht sich der Name auf die nähere Umgebung, teilweise bis in die Werner Bauerschaft Horst. Das Anwesen liegt in der Nähe Beckedorfs und nicht weit vom Hof Krukenbaum.

## Geschichte

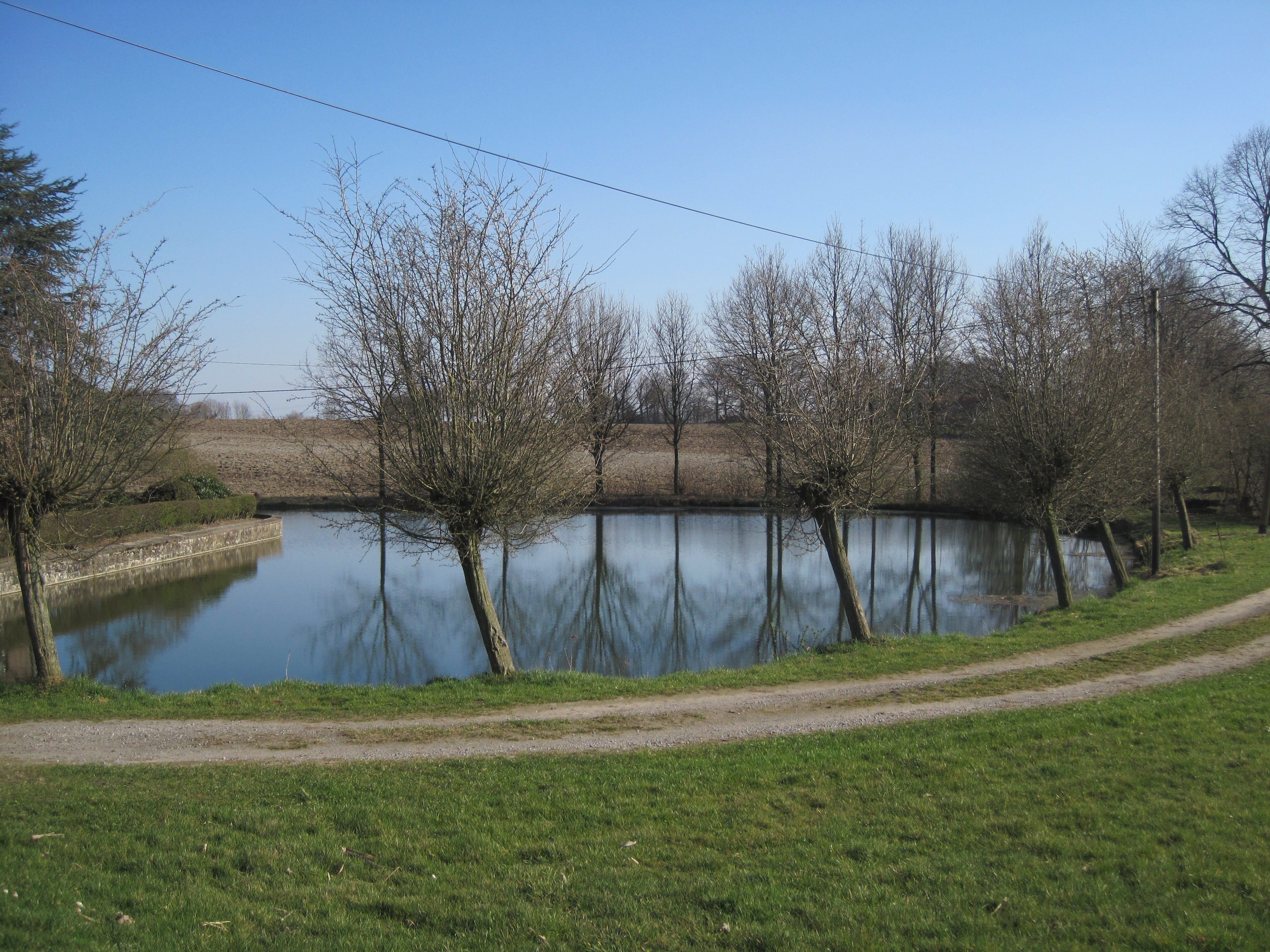
Alte Burggräfte

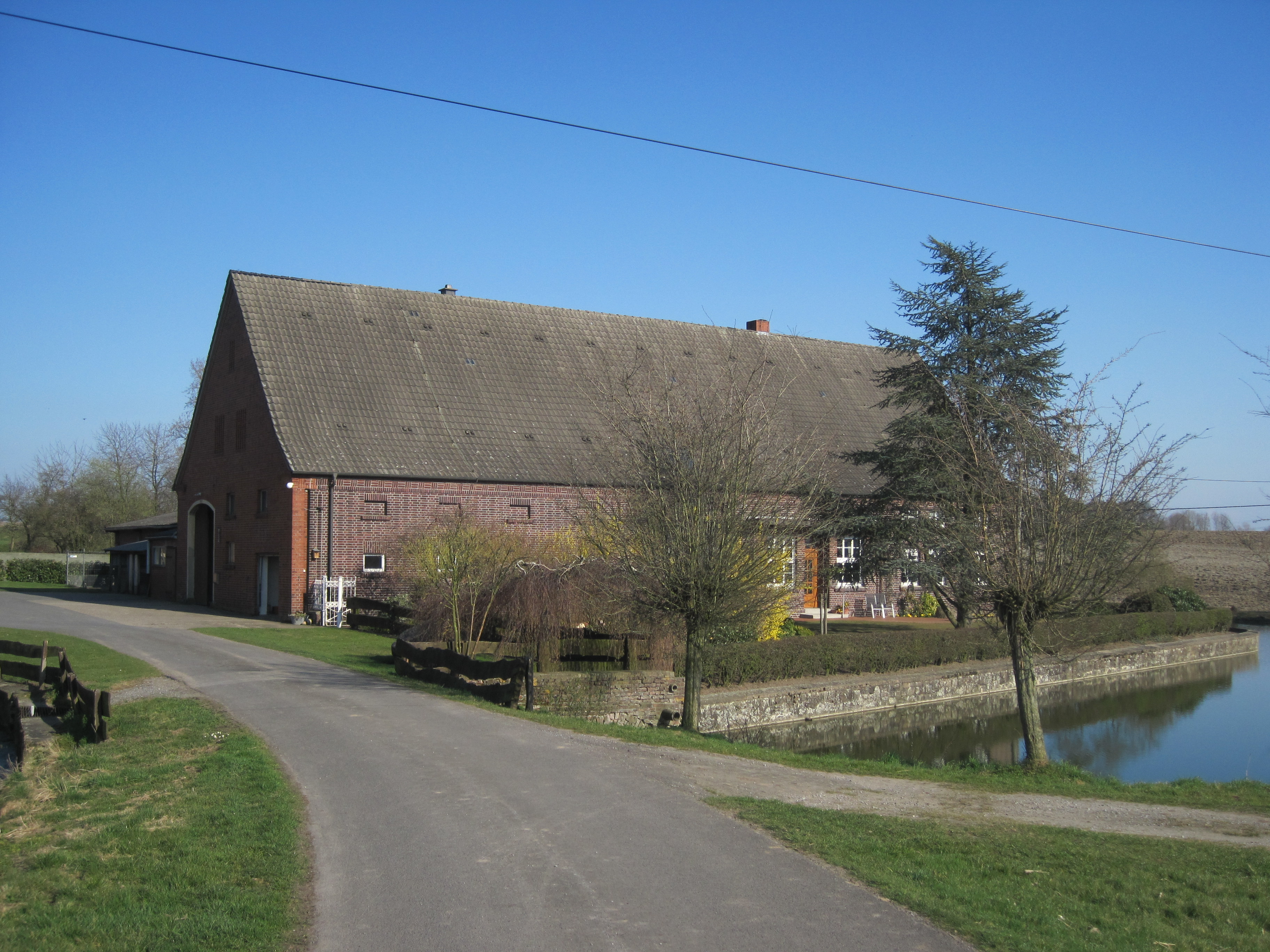
Wohnhaus

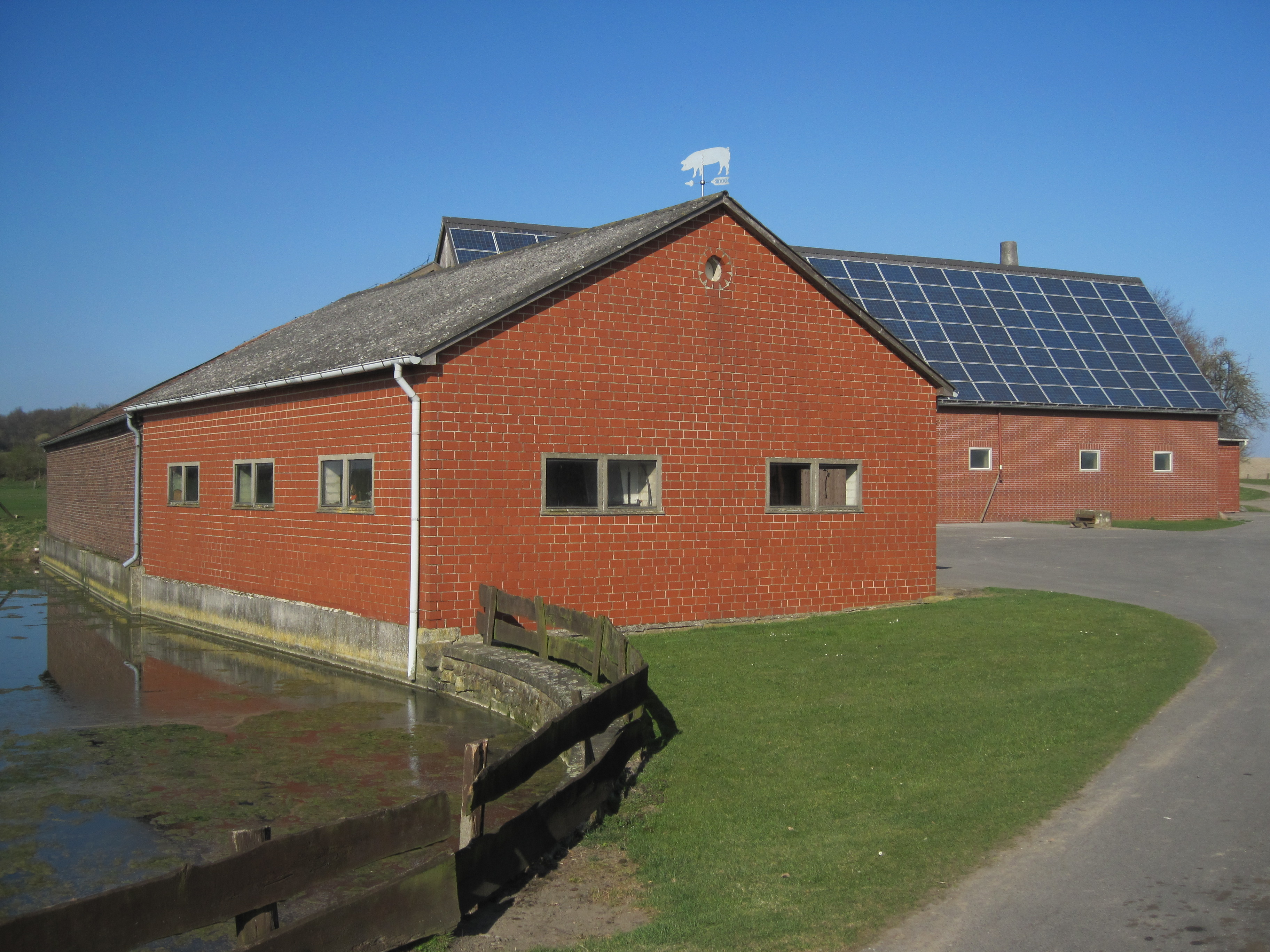
Wirtschaftsgebäude

Der ursprüngliche Name des Hauses ist Harborg. Es ist unbekannt, welches Rittergeschlecht hier zuerst ansässig war. Um 1600 war das Gut im Besitz der Herren von Ascheberg zu Venne. Diese verpachteten es zum Zwecke der Ackerwirtschaft.
Nachdem Napoleon Bonaparte die Lehnsherrschaft über die Güter des Münsterlandes aufgehoben hatte, wurde das Gut um 1810 an einen Frye aus Beckedorf verkauft. Dessen Familie nannte sich anschließend Hardenberg. Die Nachfahren des ersten Besitzers sind noch immer Inhaber des heutigen Hofes.
Die jeweiligen Besitzer des Hauses Hardenberg waren von alters her Markenrichter in Schliek, einer Mark des Kirchspiels Bockum. Bei der Aufteilung erhielten sie einen Morgen besten Ackerlandes als Entschädigung für die Aufgabe dieses Amtes.

## Wassermühle
Zu dem Gelände gehörte früher eine außerhalb der Gräfte unter Bäumen gelegene Wassermühle. Das erste Mühlengebäude muss vor oder um 1654 errichtet worden sein, denn bei Schwieters heißt es dazu:

„1654 entstand Streit wegen der Wassermühle, die Kasper v. Ascheberg bei Harborg angelegt hatte; Arnold v. Boymer zu Stockum sah darin einen Schaden für seine Mühle auf der Lippe zu Stockum, und ließ 1654 in einer Nacht durch seine Knechte die Mühle bei Hardenberg demolieren, die Räder zersägen, das Wasserrad und Gatter zerschlagen, die Mühlsteine abwerfen und in Stücke hauen. Er rechtfertigte diese seine Gewaltthat damit, daß er sagte, Harborg liege in seinem Gericht Stockum, wo er als Herr zu Stockum Landesoberhoheit und Gerichtsbarkeit habe. Als man vor langen Jahren auf diesem Gut (Harborg) hätte ein Haus bauen wollen, da hätte man einen Ort gewählt, der zum Beifang Stockum gehöre, weil man lieber in diesem Bezirk, als im Gebiet des Fürstbischofs zu Münster habe wohnen wollen. Die Sache wurde am Hofgericht zu Münster anhängig gemacht, und zu Gunsten des Herrn v. Ascheberg entschieden; letzterer durfte "unter dem Schutze des Führers und Frohnen" die Mühle wieder aufbauen, v. Boymer (Böhmer) mußte Schadensersatz leisten und sollte bei erneuter Gewaltthätigkeit 500 Goldgulden Strafe zahlen.“

Frohnbote bezeichnet dabei einen Gerichtsboten, der Führer (auch Kirchspielführer genannt) war ein Polizeidiener.
Später stand dort eine 1802 errichtete Mühle, wie ein über dem Mühlentor liegender Eichenbalken mit folgender Inschrift belegt:

„Anno 1801 den 11. December bin ich von Feuer niedergefallen und Anno 1802 den 5. Juni bin ich wieder aufherstanden.“

Dieses Nachfolgegebäude war aus rotem Backstein und starken, gebräunten Eichenbalken gefertigt. Als Fritz Schumacher sie 1958 beschrieb, war sie über 150 Jahre alt und diente nicht mehr ihrem ursprünglichen Zweck, Korn zu mahlen und Öl zu schlagen. Zu dieser Zeit war das Rad bereits verschwunden.
Der auch heute noch vorhandene Mühlbach floss zu dieser Zeit durch eine von Büschen umgebene Uferregion durch die Wiesen, durchquerte einen sumpfigen Wald, in dem im Frühling Schlüsselblumen, Immergrün, Knabenkraut und Waldmeister wuchsen, floss dann am Burgplatz Beckedorf vorbei, dessen Gräfte früher von ihm gespeist worden war, und dann in die Lippe.